# Carolina Lozado
Carolina Lozado (ur. 7 maja 1971 w Montevideo) – urugwajska strzelczyni, uczestniczka igrzysk olimpijskich w Pekinie w 2008 roku.

## Igrzyska olimpijskie
Wzięła udział w konkurencji pistoletu pneumatycznego z odległości 10 metrów. W kwalifikacjach uzyskała wynik 367 punktów, co dało jej 43. miejsce w końcowej klasyfikacji.